# Miami Lakes
Miami Lakes é uma vila localizada no estado americano da Flórida, no condado de Miami-Dade. Foi incorporada em 2000.

## Geografia
De acordo com o United States Census Bureau, a cidade tem uma área de 16,9 km², onde 14,6 km² estão cobertos por terra e 2,3 km² por água.

### Localidades na vizinhança
O diagrama seguinte representa as localidades num raio de 8 km ao redor de Miami Lakes.

## Demografia
Segundo o censo nacional de 2010, a sua população é de 29 361 habitantes e sua densidade populacional é de 2 013,56 hab/km². Possui 10 698 residências, que resulta em uma densidade de 733,66 residências/km².

## Geminações
A cidade de Miami Lakes é geminada com as seguintes municipalidades:
- Desamparados, San José, Costa Rica [5]